# Пауэлл, Люси
Люси Мария Пауэлл (англ. Lucy Maria Powell; род. 10 октября 1974, Мосс-Сайд, Большой Манчестер) — британский политик, член Лейбористской и Кооперативной партий. Лидер палаты общин и Лорд-председатель Совета с 5 июля 2024 года. Теневой лидер Палаты общин (2023—2024).

## Биография
Окончила Сомервиль-колледж Оксфордского университета, где изучала химию.
В 2012 году избрана в Палату общин по итогам дополнительных выборов от округа Центральный Манчестер с убедительным результатом 69,1 % (сильнейшим из соперников стал кандидат от либеральных демократов, набравший 9,4 %).
5 ноября 2014 года назначена теневым министром по делам Кабинета в теневом правительстве Эда Милибэнда (ранее поддерживала кандидатуру Милибэнда в борьбе за лидерство в Лейбористской партии и являлась теневым младшим министром дошкольных детских учреждений).
В 2015 году вошла в теневое правительство Джереми Корбина в должности теневого министра образования, но 27 июня 2016 года вышла из теневого кабинета вместе с другими противниками партийного лидера в ходе масштабного политического кризиса в Лейбористской партии после референдума о выходе Великобритании из Евросоюза.
9 мая 2021 года стала теневым министром жилищного хозяйства в теневом правительстве Кира Стармера.
29 ноября 2021 года перемещена на должность теневого министра цифровизации, культуры, средств массовой информации и спорта.
4 сентября 2023 года ходе серии кадровых перемещений в теневом правительстве назначена теневым лидером Палаты общин.
5 июля 2024 года получила портфель лидера Палаты общин в лейбористском правительстве Стармера, сформированном после поражения консерваторов на парламентских выборах.